# Music Hole (film)
Ne doit pas être confondu avec Music Hole.
Pour plus de détails, voir Fiche technique et Distribution.
Music Hole est une comédie noire belge réalisée par Gaëtan Liekens et David Mutzenmacher.
Le film a été projeté au festival du film grolandais, où il a remporté le prix du public, et au FIFCL à Liège, où il a remporté le Prix de la critique.
Il a fait la couverture du journal Le Monde lors de sa sortie en salles le 6 juillet 2022 en France et l'accueil critique lors de sa sortie en France est globalement positif voire élogieux d'après TV5 Monde,Première, Le Monde, Rolling Stone.

## Synopsis
Francis (Wim Willaert), comptable officiant dans un cabaret interlope de Charleroi, a des soucis conjugaux avec Martine, son épouse (Vanessa Guide). Après une dispute maritale, il se réveille un matin et découvre la tête de Martine dans son congélateur. C'est le point de départ d'un polar déjanté, une comédie noire à la sauce belge.

## Fiche technique
- Titre original et français : Music Hole
- Réalisation : Gaëtan Liekens et David Mutzenmacher
- Scénario : David Mutzenmacher
- Musique : Alexandre Chaigniau
- Décors : Luc Noël
- Costumes : Marie Davin et Manon Golembieski
- Photographie : Bruno Degrave
- Montage : Alexandre Adam
- Production : Amos Rozenberg
  - Production déléguée : Jean-François Destexhe
  - Coproduction : Loïc Gourbe et Philippe Logie
  - Production associée : Sarah Halfin et Manuel Molina
- Société de production : Rockstone Films ; coproduction : Europacorp, Elgolive, GLP, Swisskiss Production[6]
- Société de distribution : Paramax Films
- Pays de production :  Belgique
- Langue originale : français
- Format : couleur — 2,35:1
- Genre : comédie noire[7]
- Durée : 82 minutes
- Dates de sortie :
  - France : 19 septembre 2019 (Festival du film grolandais de Toulouse)[8] ; 6 juillet 2022 (sortie nationale)
  - Belgique : 8 novembre 2019 (Festival international du film de comédie de Liège)[9] ; 11 août 2021 (sortie nationale)
  - Canada : 9 octobre 2021 (Festival du nouveau cinéma de Montréal)[10].
- Classification :
  - France : tous publics avec avertissement lors de sa sortie en salles, déconseillé aux moins de 12 ans à la télévision

## Distribution
- Wim Willaert : Francis
- Vanessa Guide : Martine
- Tom Audenaert : Fabianski
- Laurence Oltuski : Josée
- Hande Kodja : Nadia
- Chicandier : Camaron
- Monir Ait Hamou : Diego
- Silvio D'Addario : Silvio
- Stefano Congiu : Stefano
- Frédéric Imberty : René
- Anthony Lewis : Rudy le Rude
- Mourade Zeguendi : inspecteur Zahri
- Sacha Bourdo : Gilbert
- Marijke Pinoy : Sado Mado (Madeleine)
- Bénédicte Philippon : Milagros
- Kody Kim : le légiste
- Pierre Ligot : Cyril l'impresario
- Naïma Rodric : l'esthéticienne
- Guy Staumont : le gardien de prison (le narrateur)

## Accueil

### Accueil critique
L'accueil critique est globalement positif d'après TV5 Monde, Première, Le Monde, Rolling Stone. Le site Allociné propose une moyenne des critiques presse de 3,9/5.
Première juge "les comédiens (Wim Willaert, Vanessa Guide, Hande Kodja, Jason Chicandier…) – tous impeccables", TV5 Monde, "un film fédérateur qu'on a tous aimé, tous les personnages sont très bien campés, il n'y a aucune longueur, c'est rythmé, c'est délicieux à souhait, chaque personnage nous fait rire, on rit non-stop, ça devrait être donné en thérapie en médicament, on devrait donner une ordonnance pour aller voir Music Hole », TPMP, que « Music Hole est à hurler de rire », Rolling Stone magazine, le « coup de coeur du mois », Trois Couleurs « une savoureuse révérence à l’humour noir belge, le duo Gaëtan Liekens et David Mutzenmacher signe une comédie roublarde sur l’amour déçu et les névroses contemporaines, servie par un casting aux petits oignons. », L'Obs « un film anti-déprime hautement recommandé, qui devrait être remboursé par la Sécu. », Le Monde, des réalisateurs "biberonnés à Magritte et à André Breton, à Tintin et à Nietzsche, à la bière et aux cadavres exquis, à l’architecture baroque et aux grottes de Lascaux. C’est dire ! », Midi Libre, « une réjouissante inventivité dans la mise en scène de l’ontologique connerie humaine. Et, de toute évidence les Belges le savent depuis longtemps, il n’y a rien de plus drôle. À pleurer! », L'humanité, « Les dialogues hilarants de Music Hole sont dignes de Michel Audiard. », Le Parisien « un film belge qui sent plus la folie de « C'est arrivé près de chez vous » ou de la série télévisée « Strip-tease » que l’ascétisme des frères Dardenne. Du social ? Il y en a : c’est le manque d’argent qui précipite Francis et Martine dans un polar gore. On a failli arrêter au bout de cinq minutes. On a bien fait de rester. »

## Distinctions

### Récompenses
- Festival du film grolandais de Toulouse (FIFIGROT) 2019[8] : L'Amphore du peuple[18] (prix du public)[19]
- Festival international du film de comédie de Liège 2019 : Prix de la critique[20]
- Festival Mamers en mars 2021[21] : mention spéciale du jury[22]

### Nominations
- Brussels International Film Festival (BRIFF) 2020 : Compétition Nationale[23]
- Festival du Nouveau Cinéma de Montreal (FNC) 2021 : Compétition Internationale - sélection Temps 0 [10]